# Vilhena-palota
A Vilhena-palota a máltai Mdina város egyik műemléke, ma a Nemzeti Természetrajzi Múzeum és a községi hivatal működik benne.

## Története
A mai épület helyén már korábban is állt egy másik, amely az Universitànak nevezett helyi kormányzat székhelye volt, ám ez az 1693-as Val de Notó-i földrengés során (a szomszédos Szent Pál-székesegyházzal együtt) hatalmas károkat szenvedett. 1725-ben António Manuel de Vilhena, a Szent János Ispotályos Lovagrend nagymestere felhatalmazást adott Charles François de Mondion francia mérnöknek, hogy építsen fel egy új palotát a régi helyén. A következő években az épületnek többféle közéleti szerepe volt, többek között bírósági funkciója is volt. A brit uralom alatt, 1837-től egészen 1956-ig kórházként működött: kezdetben kolerásokat, majd 1860-tól kezdve harcokban megsebesült katonákat gyógyítottak itt, végül Connaught grófjának támogatásával gümőkórosok szanatóriumává alakították: ezt az intézményt személyesen VII. Eduárd brit király avatta fel 1909-ben. Bár az ötlet, hogy múzeumot kellene itt berendezni, már az 1960-as évek közepén megszületett, végül csak 1973. június 22-én avatták fel benne a Nemzeti Természetrajzi Múzeumot.

## Leírás
A barokk stílusú palota a Malta szigetén található Mdina erődített város délkeleti sarkában áll a Szent Publius téren: a város bejáratán áthaladva rögtön jobbra fordulva érhető el. A legközelebbi buszmegálló kb. 200 méterre van.
A kőből készült épület szabálytalan alaprajzú, főbejárata a nyugati oldalon található udvaron van. A kapu fölött az építtető Antónia Manuel de Vilhena címere látható, és ugyanőt ábrázolja egy bronzszobor is a bejáratnál.
A benne berendezett természetrajzi múzeumnak több gyűjteménye van, ezek nagy része 19. és 20. századi nemesek, arisztokraták hagyatéka. Egy részük megsemmisült a 2. világháború olasz–német bombázásai során, más részük pedig a nem megfelelő tartósítás miatt ment tönkre. A mai gyűjtemények mintegy 25 000 ásványt, 4000 kitömött madarat, 200 emlőst, 200 halat és hüllőt, valamint 150 000 rovart, csigát és kagylót tartalmaznak. Emellett természettudományi témájú könyvtárral is rendelkezik.

## Képek

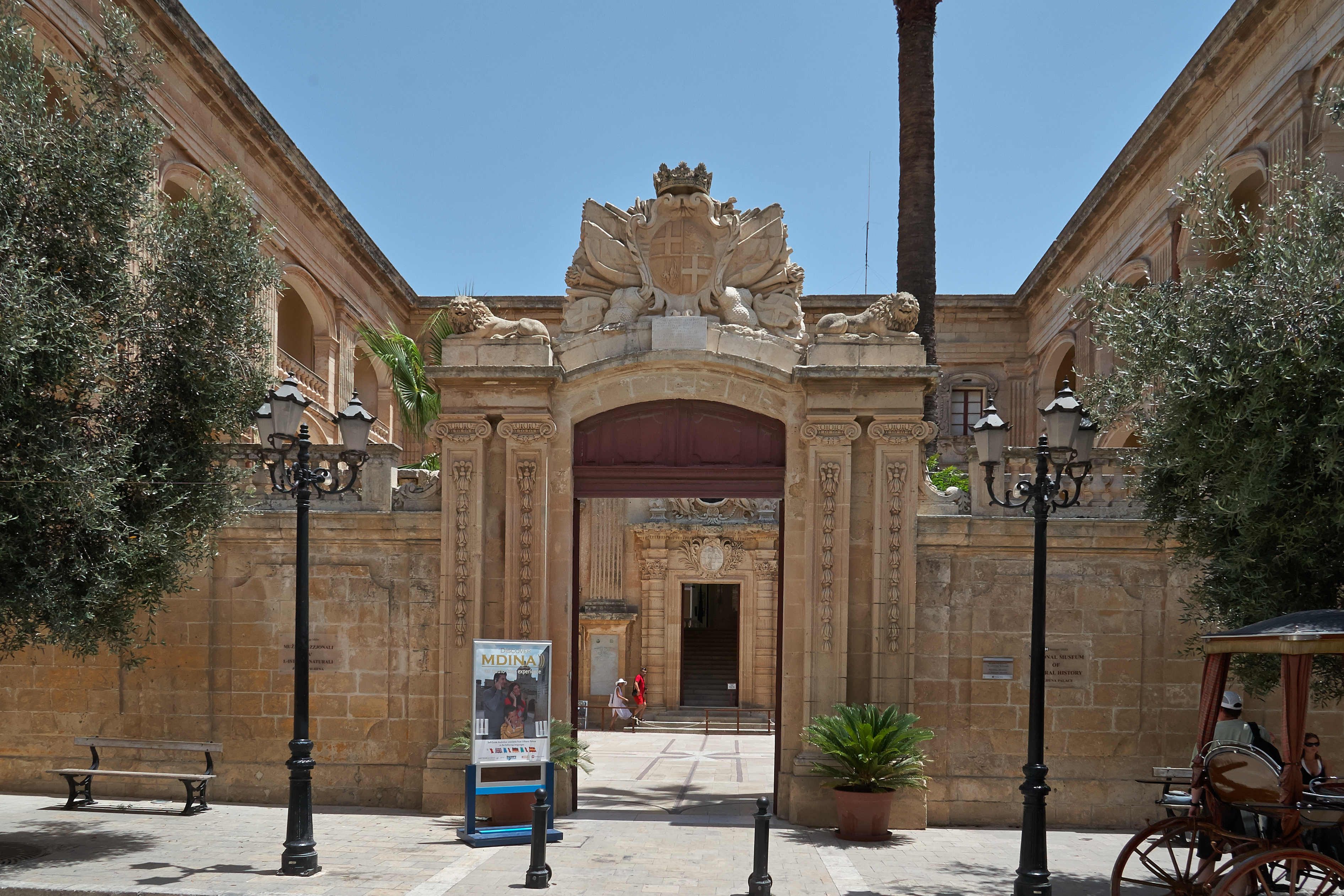
Az udvar főkapuja
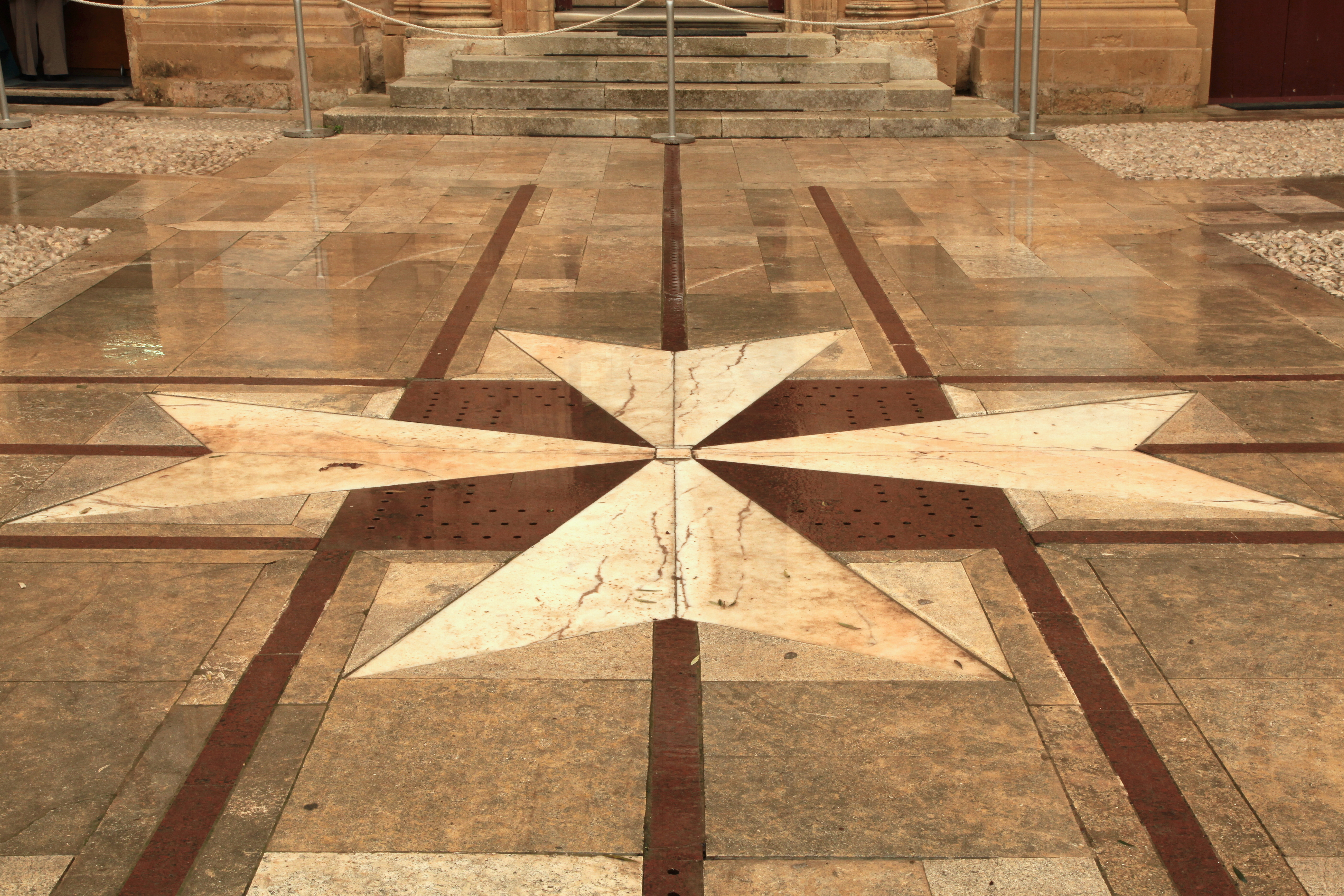
Az udvar borítása
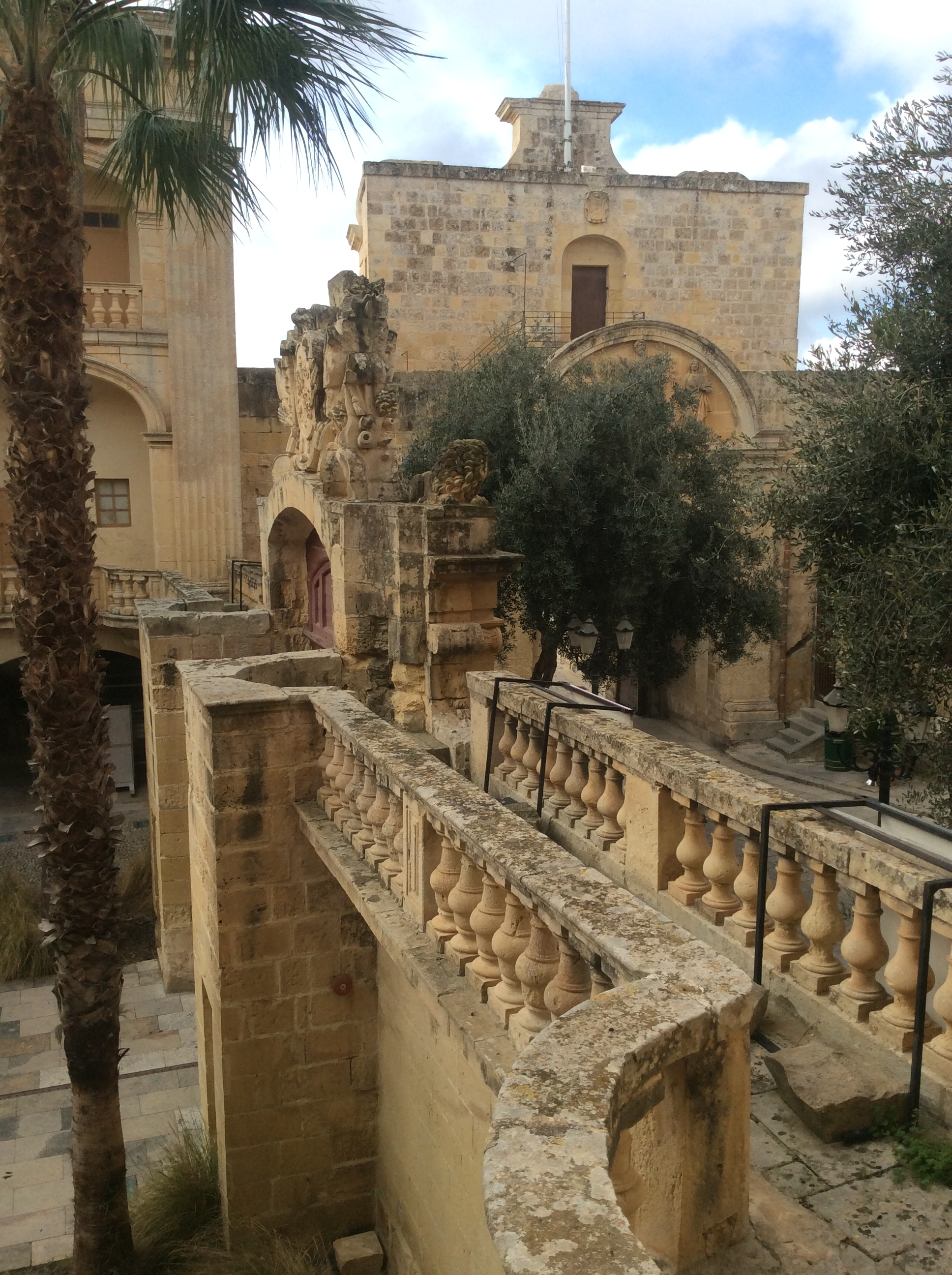
Épületrészlet
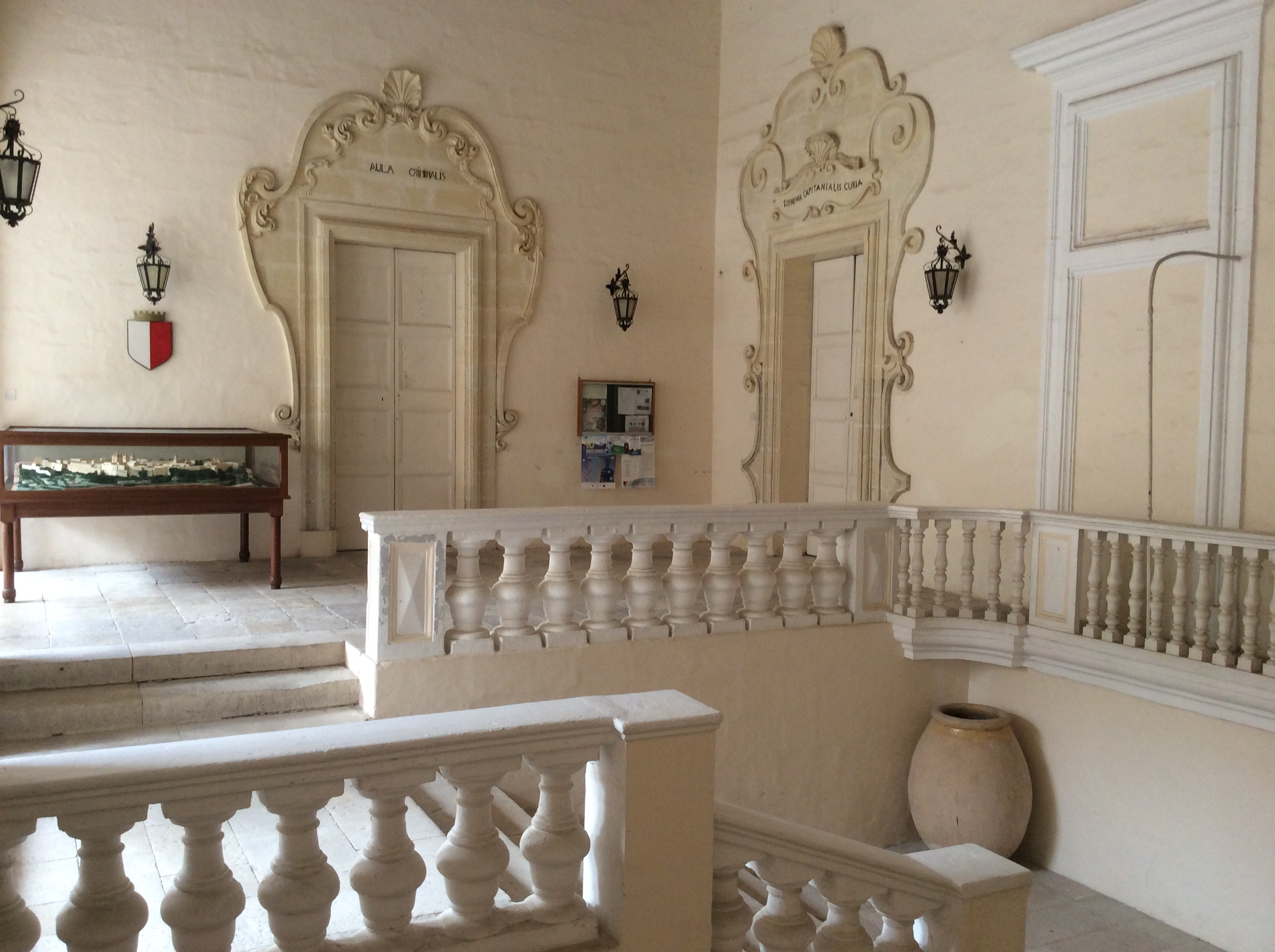
Belső részlet